# LORAN

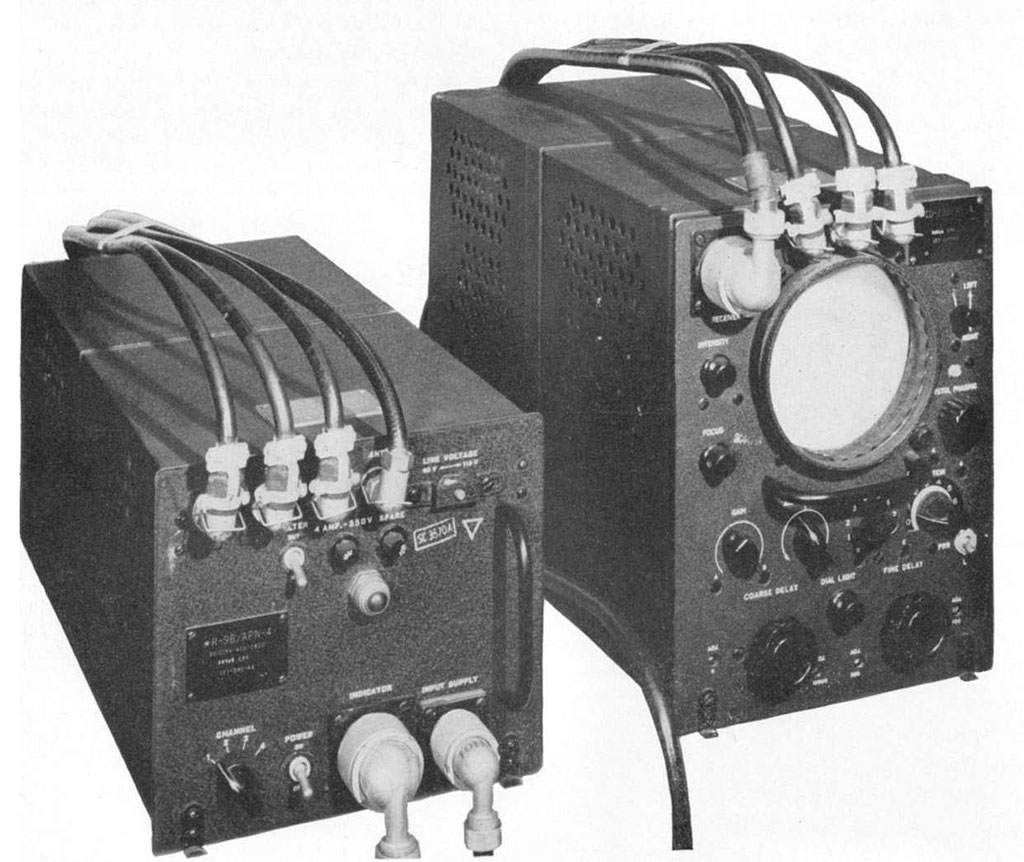
L'AN/APN-4 va ser un receptor LORAN aerotransportat utilitzat durant la dècada de 1960. Es va construir en dues parts per coincidir amb el sistema Gee del Regne Unit i es podia canviar amb Gee en pocs minuts.

LORAN (de l'anglès LOng RAnge Navigation, navegació de llarg abast) va ser un sistema d'ajuda a la navegació electrònic hiperbòlic que utilitza l'interval transcorregut entre la recepció de senyals de ràdio transmeses des de tres o més transmissors per determinar la posició del receptor. La versió més moderna és LORAN-C, que funciona en freqüències de l'espectre electromagnètic entre 90 i 100 kHz.
El sistema LORAN és utilitzat en molts països, com els Estats Units d'Amèrica, Japó i diversos països europeus. Rússia utilitza un sistema quasi idèntic anomenat CHAYKA, que utilitza la mateixa banda de freqüències. L'ús de LORAN ha decaigut i actualment s'empra GPS.

## Funcionament

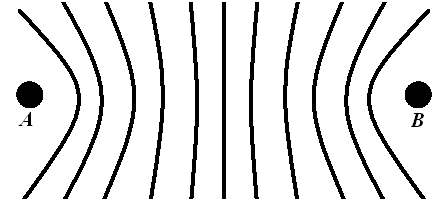
Una sola part d'un sistema LORAN es troba al llarg de la "línia base" des de les estacions A fins a B. En qualsevol punt entre aquestes estacions, un receptor mesurarà una diferència en el temps dels dos polsos. Aquest mateix retard es produirà en molts altres llocs al llarg d'una corba hiperbòlica. Una carta de navegació que mostra una mostra d'aquestes corbes produeix un gràfic com aquesta imatge.

Els sistemes de navegació hiperbòlics es poden dividir en dues classes principals, els que calculen la diferència de temps entre dos impulsos de ràdio i els que comparen la diferència de fase entre dos senyals continus. Per il·lustrar el concepte bàsic, aquesta secció considerarà només el mètode de l'impuls.
Considerant dos transmissors de ràdio situats a una distància de 300 quilometres (190 mi) l'un de l'altre, el senyal de ràdio d'un trigarà 1 mil·lisegon per arribar fins l'altre. Una d'aquestes estacions està equipada amb un rellotge electrònic que envia periòdicament un senyal d'activació. Quan s'envia el senyal, aquesta estació, la "primària", envia la seva transmissió. 1 ms després aquest senyal arriba a la segona estació, la "secundària". Aquesta estació està equipada amb un receptor, i quan veu arribar el senyal de la primària activa el seu propi transmissor. Això garanteix que els senyals primaris i secundaris enviïn precisament 1 ms separats, sense que el secundari necessiti un temporitzador precís propi o sincronitzar el seu rellotge amb el primari. A la pràctica, s'afegeix un temps fix per tenir en compte els retards en l'electrònica del receptor.
Un receptor que escolti aquests senyals i els mostri en un oscil·loscopi veurà una sèrie de "blips" a la pantalla. Mitjançant la mesura de la distància entre ells, es pot calcular el retard entre els dos senyals. Per exemple, un receptor podria mesurar la distància entre els dos blips per representar un retard de 0,5 ms. Això implica que la diferència en la distància a les dues estacions és de 150 km. Hi ha un nombre infinit d'ubicacions on es podria mesurar aquest retard: 75 km d'una estació i 225 de l'altra, 150 km d'una estació i 300 km de l'altre, etc...
Quan es representa en un gràfic, la col·lecció de possibles ubicacions per a qualsevol diferència de temps donada forma una corba hiperbòlica. La col·lecció de corbes per a tots els possibles retards mesurats forma un conjunt de línies radiants corbes, centrades a la línia entre les dues estacions, coneguda com a "línia de base". Per tal de prendre una solució, el receptor fa dues mesures basades en dos parells primaris/secundaris diferents. Les interseccions dels dos conjunts de corbes normalment donen lloc a dues ubicacions possibles. Mitjançant una altra forma de navegació, per exemple, la estimació, es pot eliminar una d'aquestes posicions possibles, proporcionant així una solució exacta.

## Estacions LORAN

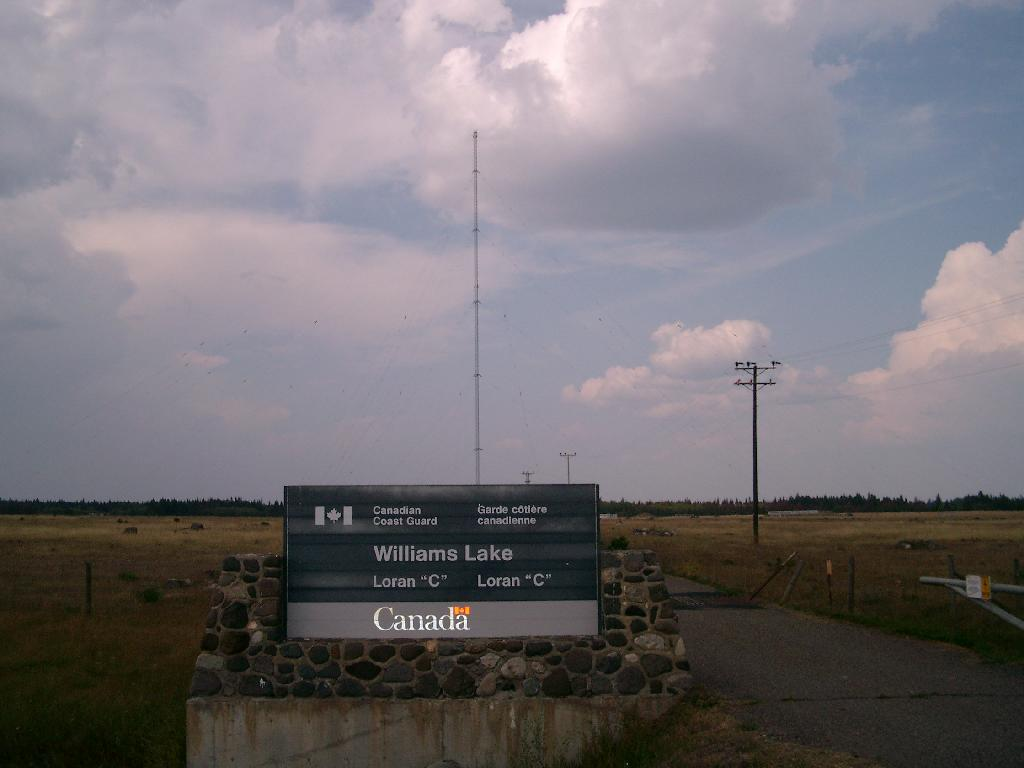
Estació Loran-C a la Colúmbia Britànica.

Les estacions LORAN es van construir en cadenes, una primària i dues secundàries (mínimament, algunes cadenes estaven constituïdes per fins a cinc estacions) normalment separades per unes 600 milles (970 km). Cada parell emet en una de les quatre freqüències, 1,75, 1,85, 1,9 o 1,95 MHz (així com 7,5 MHz).  En qualsevol lloc donat era habitual poder rebre més de tres estacions alhora, per la qual cosa es necessitava algun altre mitjà per identificar les parelles. LORAN va adoptar l'ús de variar la freqüència de repetició d'impulsos (PRF) per a aquesta tasca, amb cada estació enviant una cadena de 40 impulsos a 33,3 o 25 impulsos per segon.

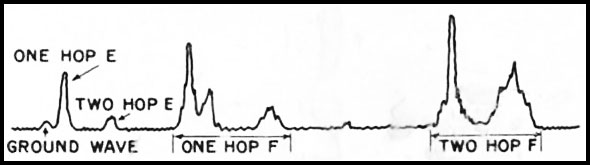
El senyal d'un sol transmissor LORAN es rebrà diverses vegades des de diverses direccions. Aquesta imatge mostra la feble ona terrestre que arriba primer, i els senyals després d'un i dos salts de la capa E de la ionosfera i, finalment, un i dos salts de la capa F. Es necessitava l'habilitat de l'operador per diferenciar-los.

Les estacions s'identificaven amb un codi senzill, amb un número que indica la banda de freqüència, una lletra per a la freqüència de repetició de l'impuls i un número per a l'estació dins de la cadena. Per exemple, les tres estacions de les illes Hawaii es van disposar com a dos parells 2L 0 i 2L 1. Això indicava que estaven al canal 2 (1,85 MHz), va utilitzar la taxa de repetició "L"low (25 Hz), i que dues de les estacions estaven a la taxa de repetició base, mentre que les altres dues (l'estació principal i la tercera) utilitzaven la taxa de repetició 1. El PRF es pot ajustar de 25 a 25 i 7/16 per a baix, i de 33 1/3 a 34 1/9 per a alt. Aquest sistema compartia la torre del mig, que emetia en ambdues freqüències.
En el cas del Gee, els senyals eren directes del transmissor al receptor, produint un senyal net que era fàcil d'interpretar. Si es mostra en una única traça CRT, l'operador veuria una cadena de "blips" nítids, primer el primari, després un dels secundaris, de nou el primari i després l'altre secundari. Els Gee CRT es van construir per poder mostrar dues traces, i ajustant diversos circuits de retard, l'operador podria fer que el primer senyal primari-secundari aparegués a la pantalla superior i el segon a la inferior. Aleshores podrien prendre una mesura dels dos retards al mateix temps.
En comparació, LORAN va ser dissenyat deliberadament per permetre l'ús de les ones celestes, i el senyal rebut resultant era molt més complex. L'ona de terra es va mantenir força nítida, però només es podia rebre a distàncies més curtes i s'utilitzava principalment durant el dia. A la nit, es poden rebre fins a trenta ones cel·les diferents d'un únic transmissor, sovint solapades en el temps, creant un patró de retorn complex. Com que el patró depenia de l'atmosfera entre l'emissor i el receptor, el patró rebut era diferent per a les dues estacions. Es pot rebre una ona de dos rebots d'una estació al mateix temps que una ona de tres rebots d'una altra, cosa que dificulta la interpretació de la pantalla.
Tot i que LORAN utilitzava expressament la mateixa pantalla que Gee per compartir equips, els senyals eren molt més llargs i complexos que Gee que la mesura directa dels dos senyals no era possible. Fins i tot el senyal inicial de l'estació primària es va estendre en el temps amb el senyal inicial d'ona de terra nítid (si es rebia), mentre que les recepcions d'ona cel·les podrien aparèixer a qualsevol lloc de la pantalla. En conseqüència, l'operador LORAN va establir els retards perquè el senyal primari aparegués en un rastre i el secundari en el segon, permetent comparar els patrons complexos. Això significava que només es podia fer una mesura primària/secundària alhora; per produir una "correcció", tot el procediment de mesura s'havia de repetir una segona vegada utilitzant un conjunt diferent d'estacions. Els temps de mesura de l'ordre de tres a cinc minuts eren típics, i el navegant requeria que tingués en compte el moviment del vehicle durant aquest temps.

## AT i Mobile LORAN
AT LORAN, per "Air Transportable", era un conjunt de transmissors LORAN lleuger que es podia configurar ràpidament a mesura que es movia el front. Les operacions eren idèntiques a les LORAN "normals", però sovint es va suposar que els gràfics no estarien disponibles i s'haurien de preparar al camp. Mobile LORAN era un altre sistema lleuger, muntat en camions.